# Perebea tessmannii
Perebea tessmannii là một loài thực vật có hoa trong họ Moraceae. Loài này được Mildbr. mô tả khoa học đầu tiên năm 1927.